# Naked Raygun
I Naked Raygun sono un gruppo musicale hardcore punk statunitense proveniente da Chicago.

## Storia
La band si è formata nel 1980 per iniziativa di Santiago Durango e Marko Pezzati. A loro si aggiunsero il cantante Jeff Pezzati, fratello di Marko, e in seguito il chitarrista John Haggerty. Durango e Pezzati facevano anche parte dei Big Black di Steve Albini, grande amico ed estimatore della band. Una prima testimonianza dell'attività live della band è contenuta nella compilation Busted At Oz, pubblicata nel 1981.
Il gruppo ha avuto 10 intensi anni di attività, prima dello scioglimento avvenuto nel 1991. Nel 1997 una reunion durata il tempo di due concerti ha prodotto l'album live Free Shit!. Una seconda reunion è avvenuta nel 2006 in occasione del festival Riot Fest.
Nel 1999 l'etichetta Quarterstick Records (sussidiaria della Touch and Go Records) ha ristampato in formato CD l'intero catalogo del gruppo.
Nel 2007 è stato realizzato il documentario a loro dedicato What Poor Gods We Do Make : The Story And Music Behind Naked Raygun. Il gruppo compare inoltre nel documentario del 2009 You Weren't There: A History Of Chicago Punk 1977-1984.
La complesso ha attraversato numerosi cambi di formazione (eccezion fatta per il frontman Pezzati, che ha sempre fatto parte della band). Dopo lo scioglimento, i singoli membri sono stati impegnati in diversi altri progetti musicali dell'area di Chicago (in particolare Haggerty nei Pegboy e Pezzati nei The Bomb).

## Stile
Insieme agli Hüsker Dü i Naked Raygun sono considerati seminali nella storia del punk rock sia per essere ritenuti una delle band post-hardcore più originali e innovative, sia per essere stati una delle prime band a fondere le sonorità hardcore classiche con altre più melodiche, di fatto ponendo le basi per la prima ondata emo e per altri generi ibridi. Tra i loro emuli sono annoverate infatti band come Jawbox e Alkaline Trio.

## Formazione

### Formazione attuale
- Jeff Pezzati - voce
- Bill Stephens - chitarra
- Pierre Kezdy - basso
- Eric Spicer - batteria

### Ex componenti
- Santiago Durango, John Haggerty - chitarra
- Marko Pezzati, Camilo Gonzalez - basso
- Bobby Strange, Jim Colao - batteria
- John Lundin - tastiera

## Discografia
Album in studio
- 1985 - Throb Throb
- 1986 - All Rise
- 1989 - Jettison
- 1989 - Understand?
- 1990 - Raygun... Naked Raygun
- 2007 - What Poor Gods We Do Make

Raccolte
- 1997 - Last of the Demohicans
- 1999 - Huge Bigness: Selected Tracks from the Collected Works

EP
- 1983 - Basement Screams
- 1989 - Treason

Live
- 2001 - Free Shit

Singoli
- 1983 - Flammable Solid
- 1987 - Vanilla Blue
- 1990 - Home

Apparizioni in compilation
- Sub Pop 100
- Faster & Louder: Hardcore Punk, Vol. 2